# Albert Jan van Rees
Albert Jan van Rees, né le 16 mars 1974 à Oosterbeek, est un réalisateur et producteur néerlandais.

## Filmographie
- 2006 : Naakt : co-réalisé avec Diederik Ebbinge[2]
- 2012 : Sweet Love[3]
- 2015 : Bon Bini Holland[4]
- 2016 : Adios Amigos[5]
- 2018 : Doris[6]